# Club Atlético Ñuñorco
El Club Atlético Ñuñorco és un club de futbol argentí de la ciutat de Monteros, en la província de Tucumán.
El club fou fundat en 1941 degut a mobilizació dels esportistes per representar la ciutat. El nóm deriva de la fàbrica de sucre local anomenada Ingenio Nuñorco. En la sua história, el club ascendeix al Torneig Argentí A en 1998, tercera divisió del futbol argentí on competeix fins a 2005, quan descendeix per al Torneig argentí B, on disputeix fins avui i guanyó quatre lligas tucumanas.
El Tigre juga a l'estadi Jorge Abel, fundat en 1945, amb a capacitat per a 15.500 espectators.

## Palmarés
- 4 Campionat tucumà: 1997, 2000, 2015, 2018.
- 1 Torneo Argentino B: 1997-98.